# Behm (släkt)
Behm är en släkt vars  äldsta säkerställda stamfader är borgmästaren i Gävle stad, Jonas Mikaelsson (Jon/Joen Mickelsson). Han var gift med  Anna Kröger som tillhörde Bureätten och härstammade från släkten Grubb. Deras son Daniel började ungefär 1638 använda namnet Behm. Jonas Mikaelsson var länge själv inte belagd med att under livstiden – han levde ännu 26 februari 1647 men var död senast 26 juli samma år – ha använt namnet Behm. I ett nyligen framkommet belägg omtalades han dock av sin svärson orgylbyggaren Per Hansson som ”Jon Mickelsson Behm” vid tinget i Svärdsjö 2 april 1644. Efter hans död omnämns han oftast med släktnamnet. Han nämns exempelvis i Akademiska konsistoriets protokoll med namnet Behm några år efter att han avlidit, med anledning av att han häftade i stor skuld till universitet: ”gamble Joen Bem” 1664 och ”Jon Michelson Behm" 1689 Bruket av tillnamn var vid denna tid mycket sporadiskt. Basen för ens identifiering var fortfarande dopnamn och fadersnamn, och eventuella tillnamn kan plötsligt dyka upp i oväntade källor, utan konsekvens.
Namnet betyder visserligen ”från Böhmen", men något sådant ursprung finns inte dokumenterat. De äldre grenar som Viktor Behm 1913 redovisade som borgmästarens förfäder var rent spekulativa och saknar källstöd. Ståthållaren Isak Behm, död 4 oktober 1630, har ibland felaktigt påståtts vara en anfader till borgmästaren. Det kan dock inte uteslutas att han och borgmästaren har ett gemensamt ursprung.
Borgmästarens son professorn och hovrådet Daniel Behm adlades 15 juni 1650 under namnet Behmer' (adliga ätten 486, utslocknad 1710). Albrecht Behm, son till Daniels bror assessorn Albrecht Behm, adlades 24 januari 1693 för tapperhet i fransk krigstjänst under namnet de Behm (adliga ätten 1256, utslocknad med honom själv omkring 1700).
Till de ofrälse grenarna hörde Brita Behm (Järn-Brita) och Emanuel Swedenborgs mor, Sara Behm, barn till assessorn i Bergskollegium Albrecht Behm och Catharina Johansdotter, en dotter till borgmästaren i Söderhamn Johan Eskilsson. Efter mitten av 1700-talet fortlever släkten agnatiskt uteslutande genom ättlingar till bröderna målaren Lars Anders Behm (1703–1759) och kyrkoherden Johan Vilhelm Behm (1708–1787), vilka var sonsonsöner till borgmästaren. Bland ättlingarna till den förre (Nora-grenen) finns  landskapsmålaren Wilhelm Behm och bland ättlingarna till den senare (Jämtlandsgrenen) häradshövdingen Johan Magnus Behm, hans sonson botanikern Florentin Behm, dennes son, zoologen och intendenten Alarik Behm samt militären Sigfrid Henning Napoleon Behm.